# Бобров, Елисей Петрович
Елисей Петрович Бобров (14 июня 1778 — 9 марта 1830) — артист драматической труппы Императорских театров.

## Биография
Елисей Бобров происходил из солдатских детей и сначала состоял в числе учеников Императорской шпалерной мануфактуры, а потом был принят в императорский театр. Когда и как это произошло, различные источники освещают по-разному: Энциклопедия «Кругосвет» и другие уверяют: 1 декабря 1799 г. был принят в труппу с жалованьем 250 руб. в год, при казённой квартире с дровами. Другие источники настаивают: был принят на Петербургскую сцену 21 декабря 1799 г. на амплуа благородных отцов, с жалованьем 1800 р. и ежегодным бенефисом. «Большая биографическая энциклопедия» на всякий случай выдаёт оба варианта. Все сходятся в одном: в самом конце 1799 Елисей Петрович Бобров был принят на казённую работу в императорскую драматическую труппу.

Поначалу исполнял в трагедиях и комедиях роли тиранов и наперсников. Но в связи со смертью В. Ф. Рыкалова, случившейся 9 января 1813 г., князь Шаховской распорядился перевести Боброва в комики и передать ему комические роли В. Ф. Рыкалова. Существует легенда о произошедшем между ними таком разговоре: 

Шаховской обратился к Б.: «Ну, Елисей Петрович, теперь, по всем правам, следует тебе занять Рыкалова место»; — «Помилуйте, князь, да я буду смешон в этих ролях», — ответил Б. — «Этого-то мне и надо!» — возразил князь; таким образом, в простой речи Б. Шаховской угадал комический талант его.
Шаховской разглядел в Боброве врождённый комический талант. Даже его неуклюжая, толстая фигура и простоватое лицо с оттенком наивного добродушия как нельзя лучше подходили к комедийным ролям. Действительно, превосходным исполнением комических сцен Бобров создал себе славу первого русского комика первой четверти 19 столетия, величину таланта которого сравнивали с великим московским артистом Щепкиным. Современники утверждали: когда в 1825 г. в Санкт-Петербург приезжал М. С. Щепкин, в кружке театральном сопоставляли игру обоих комиков, как равных по силе дарования, не отдавая решительного предпочтения Щепкину перед Бобровым. Тем не менее историческая несправедливость привела к тому, что имя Михаила Семеновича Щепкина навсегда осталось в истории русского театра неоднократно запечатленное, а имя Елисея Петровича Боброва время безжалостно стерло из памяти следующих поколений.
«Личности мольеровских простаков подходили к его простоватой фигуре и добродушной физиономии», — вспоминал П. А. Каратыгин. Никогда не прибегая к фарсу, Бобров вникал в характер своего персонажа. Наследуя роли В. Ф. Рыкалова, он никогда не прибегал к эксцентрике, фарсовым приемам, которыми изобиловали приемы его предшественника, а искал свои естественные формы выражения.
В общей сложности Елисей Петрович Бобров проработал на сценах Санкт-Петербурга и время от времени приезжая с выступлениями в Москву 30 лет, играя в пьесах Мольера, Загоскина, Шаховского, Капниста, Бомарше и других авторов времени.
Похоронен Е. П. Бобров на Смоленском кладбище Санкт-Петербурга.

### Роли
Среди ролей в пьесах:
- «Мещанин во дворянстве» Мольера,
- «Чванство Транжирина» А. Шаховского,
- «Богатонов, или Провинциала в столице» Загоскина — Богатонов,
- «Ссоры, или Два соседа» В. В. Капниста,
- «Ябеда» В. В. Капниста,
- «Вечеринки учёных» Загоскина — Волгин,
- «Добрый малый» Загоскина — Ладов
- «Недоросль» Д. И. Фонвизина — Скотинин
- «Бригадир» Д. И. Фонвизина
- «Школа злословия» Р. Б. Шеридана

## Семья
Брат: Андрей Петрович Бобров (? — ?) — преподаватель в 1-м Кадетском корпусе, статский советник. Кавалер орденов Св. Анны 2-й ст. с алмазами и Св. Владимира 4-й ст. Холост; умер в возрасте 40 лет, похоронен на казённый счет.